# Vladikavkaz
Vladikavkaz (em russo: Владикавка́з) é uma cidade do centro-este da Ossétia do Norte-Alânia, perto da fronteira com a Inguchétia. É a sua maior cidade e capital administrativa.

## Factos
População: 320 000 habitantes (em 2001)
Grupos étnicos: ossétios, russos, geórgios, arménios.
Indústrias: zinco, prata e vidro.

Ambiente político: instável, devido à guerra da Chechénia.

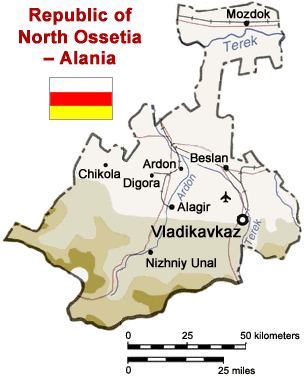
Mapa da Ossétia do Norte

## História
Vladikavkaz foi fundada no ano de 1784, sendo uma fortaleza para reter as tropas geórgias no rio Terek, que passa pela cidade. Durante o período soviético, o nome da cidade foi Ordzhonikidze.

## Esporte
A cidade de Vladikavkaz é a sede do Estádio Republicano do Spartak e do FC Alania Vladikavkaz, que participou do Campeonato Russo de Futebol. No passado também abrigou o clube FC Avtodor Vladikavkaz que jogava no Estádio SOK Tedeyev.